# Драпецона
Драпецона (на гръцки: Δραπετσώνα) е градче в Република Гърция, предградие на Пирея, разположено на полуостров Атика, на брега на Сароническия залив. Градът има население от 12 944 души (2001).

## Личности
Починали в Драпецона
- Кириакос Каравасилидис (1881 – 1967), гръцки офицер